# Kinox.to
Kinox.to ist eine deutschsprachige Video-on-Demand-Website, die urheberrechtlich geschützte Kinofilme, Serien und Dokumentationen illegal zugänglich macht. Trotz Verurteilung eines Betreibers im Jahr 2014 und weiterer Ermittlungserfolge wird die Website bis zuletzt aktiv betrieben.

## Geschichte
Ende Oktober 2014 durchsuchte ein Spezialeinsatzkommando der Polizei eine Wohnung in Pansdorf bei Lübeck. Bei den dort vermuteten, damals 21 und 25 Jahre alten Brüdern Kreshnik und Kastriot Selimi soll es sich um die Betreiber von Kinox.to, dem vergleichbaren Portal Movie4k.to und weiterer illegaler Angebote handeln. Die Portale beanspruchten für sich die Nachfolgerschaft von Kino.to.
Die Selimi-Brüder wurden jedoch nicht angetroffen, da sie Deutschland schon drei Monate zuvor verlassen hatten. Die Generalstaatsanwaltschaft Dresden ging davon aus, dass die Brüder die Rädelsführer einer kriminellen Vereinigung waren, und warf ihnen räuberische Erpressung, Nötigung, Brandstiftung, Urheberrechtsverletzung und Steuerhinterziehung vor. Weiterhin wurden den Brüdern Kontakte zur russischen Cybermafia im Dunstkreis des Russian Business Network nachgesagt, das vor einigen Jahren beispielsweise mittels Schadsoftware, Botnetzen, Identitätsdiebstahl und Kreditkartenbetrug an der Hälfte der weltweiten Internetkriminalität mitverdient haben soll. Es wurde ein internationaler Haftbefehl nach den Brüdern erlassen.
Die beiden Komplizen und Hacker Eddi und Avit O. wurden noch im selben Jahr in Neuss und Düsseldorf festgenommen. Avit O. soll den Chef von Kino.to durch einen Hack seines Portals erpresst haben. Dadurch sah sich der Kino.to-Betreiber verpflichtet, ihn als „Sicherheitsbeauftragten“ einzustellen. Andere Streaming-Portale wie Movie2k.to sollen sie ebenso durch Hacks vom Markt gedrängt haben. Unter anderem wurden dabei erbeutete belastbare Informationen gegen die Betreiber dafür an die Gesellschaft zur Verfolgung von Urheberrechtsverletzungen weitergereicht. Vor dem Landgericht Leipzig wurde im Oktober 2015 die Anklageschrift verlesen. Dem kasachischstämmigen Avit O. warf die Generalstaatsanwaltschaft Dresden gewerbsmäßige Urheberrechtsverletzung, Nötigung, Computersabotage und Steuerhinterziehung vor. Er habe die komplette Datenbank sowie die Programmierung von Kino.to kopiert. Die Ermittler gingen davon aus, dass Avit O. gemeinsam mit den Selimi-Brüdern auch die Hoster betrieb, auf denen die Kinofilme und Serien vorgehalten werden. Sie sollen dadurch „hohe Summen“ eingenommen haben.
Im Dezember 2015 wurde auf Grundlage einer Verständigung das Urteil gegen den geständigen Avit O. verkündet. Er wurde zu drei Jahren und vier Monaten Haft wegen gewerblich unerlaubter Verwertung urheberrechtlich geschützter Werke und Computersabotage verurteilt. Weitere Tatvorwürfe ließ die Anklagebehörde fallen.
Nach drei Jahren auf der Flucht stellte sich im Juli 2017 in Pristina mit Kreshnik der jüngere der Selimi-Brüder den Behörden. Im Laufe der Ermittlungen konnte bei diesem nur noch der Vorwurf der Steuerhinterziehung aufrechterhalten werden, andere Straftaten konnten nicht nachgewiesen werden. Kreshnik Selimi verbrachte neun Monate in Untersuchungshaft, bevor das Verfahren 2019 nach einem Täter-Opfer-Ausgleich im Rahmen des Jugendstrafrechts eingestellt wurde.
Kastriot Selimi ist weiterhin flüchtig. Unklar ist, ob er selbst weiterhin als Betreiber fungiert oder die Portale weiterverkauft hat.
Nach Empfehlung der Clearingstelle Urheberrecht im Internet sperrten im Frühjahr 2022 zahlreiche Internetprovider die DNS-Einträge von kinox.to.

## Rechtliche Situation bei Nutzung des Angebots
Es ist umstritten, ob über die Betreiber hinaus auch die Nutzer der Angebote rechtlich belangt werden können. Der unter anderem auf Urheberrechtsverletzungen spezialisierte Rechtsanwalt Christian Solmecke ging nach einem 2017 gefällten Urteil des Europäischen Gerichtshofs davon aus, dass der Konsum von Inhalten aus offensichtlich rechtswidrigen Quellen wie Kinox.to grundsätzlich zivilrechtliche und strafrechtliche Konsequenzen nach sich ziehen könnte. Eine Strafverfolgung erscheine aufgrund der großen Zahl der potentiell Betroffenen jedoch kaum praktikabel.